# Ángel Aznar y Butigieg
Ángel Aznar y Butigieg   (Totana, 2 d'octubre de 1847 - Madrid, 8 de març de 1924) fou un polític i militar espanyol. Va néixer en el si d'una família de militars, era germà de Justo Aznar y Butigieg, un important polític, militar i empresari del segle xix. Guanyà prestigi com a militar en la Tercera Guerra Carlina. Exercí com a diputat sis cop entre les eleccions generals espanyoles de 1896 i les eleccions generals espanyoles de 1905, i després assolí el grau de tinent general el 1907. Ostentà el càrrec de Ministre de la Guerra, després de ser inclòs per José Canalejas y Méndez en el seu Govern en febrer de 1910. Va morir a Madrid el 8 de març de 1924, cap a les 7 del matí, fou enterrat en la seva localitat natal, Totana.